# 庫奇鯨
庫奇鯨（学名：Kutchicetus），又名喀曲鯨，是始新世时期的鯨魚，能夠行走及游泳。牠是鯨魚從陸上哺乳動物演化的過渡性生物。牠的體型細小，與現今的水獺接近。